# Lychas marmoreus
Espèce
Synonymes
- Tityus marmoreus C. L. Koch, 1844
- Isometrus bituberculatus Pocock, 1891
- Lychas marmoreus nigrescens Kraepelin, 1916
- Lychas marmoreus obscurus Kraepelin, 1916
- Lychas marmoreus splendens Kraepelin, 1916
- Lychas jonesae Glauert, 1925
- Lychas marmoreus lucienkochi Fet, 1997

Lychas marmoreus est une espèce de scorpions de la famille des Buthidae.

## Distribution
Cette espèce se rencontre en Australie et en Nouvelle-Guinée.

## Description

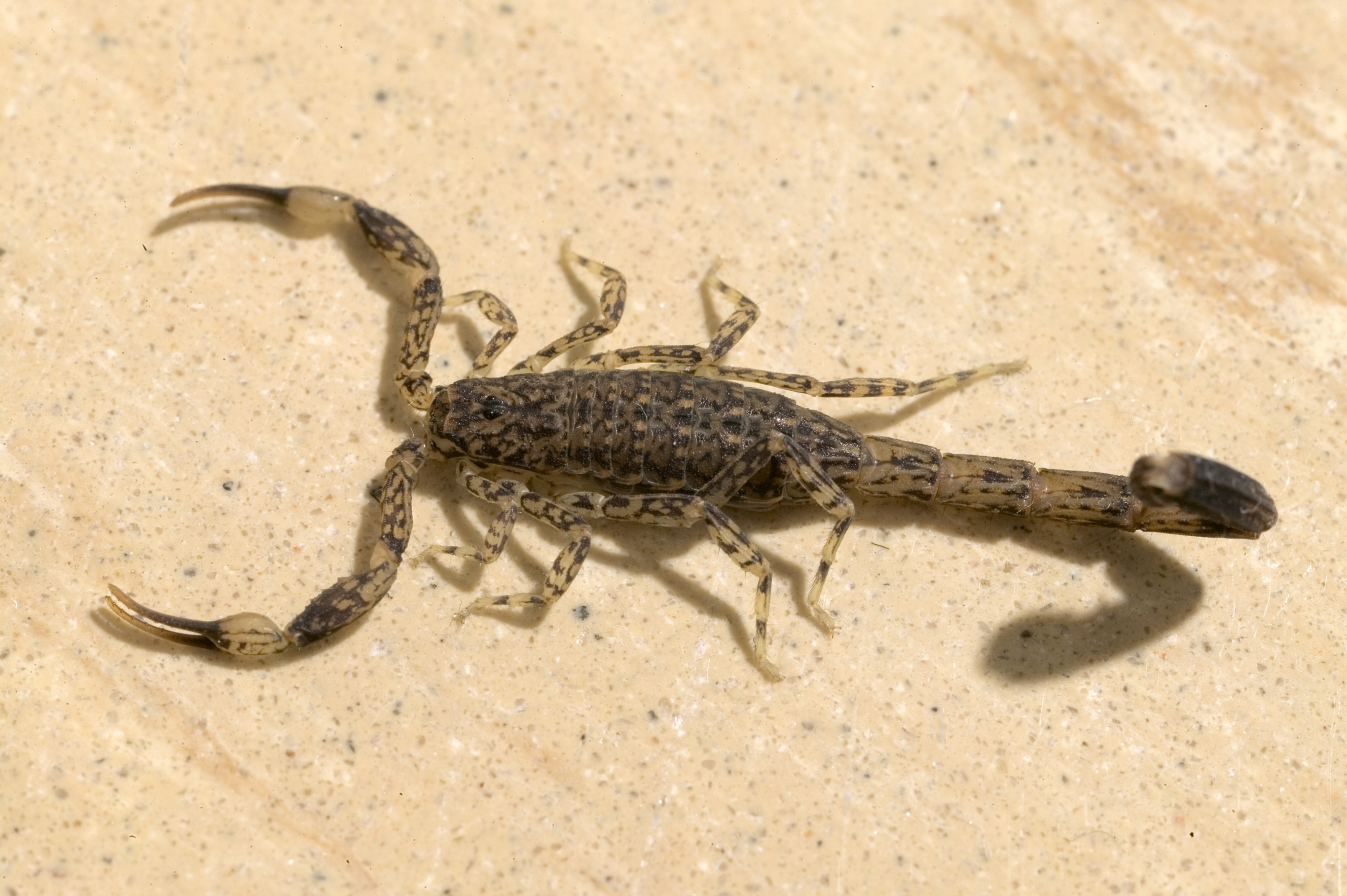
Lychas marmoreus

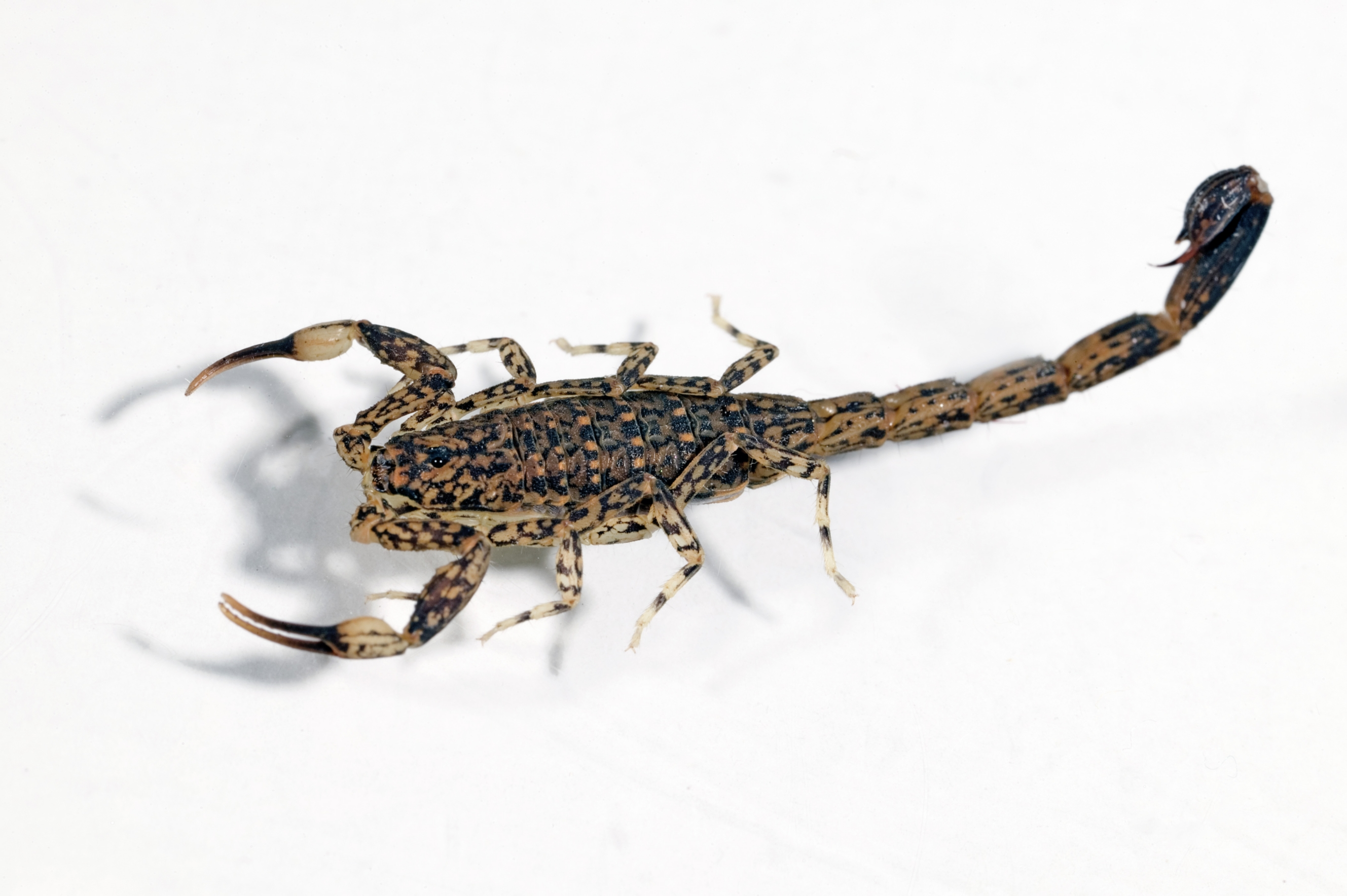
Lychas marmoreus

Les mâles mesurent 35 mm et les femelles 30 mm.

## Systématique et taxinomie
Cette espèce a été décrite sous le protonyme Tityus marmoreus par C. L. Koch en 1844. Elle est placée dans le genre Archisometrus par Kraepelin en 1891 puis dans le genre Lychas par Pocock en 1900.

## Publication originale
- C. L. Koch, 1844 : Die Arachniden. Nürnberg, vol. 11, p. 1-174 (texte intégral).